# Leptocuma intermedium
Leptocuma intermedium är en kräftdjursart som beskrevs av Hale 1944. Leptocuma intermedium ingår i släktet Leptocuma och familjen Bodotriidae. Inga underarter finns listade i Catalogue of Life.